# Neoanagraphis pearcei
Espèce
Neoanagraphis pearcei est une espèce d'araignées aranéomorphes de la famille des Liocranidae.

## Distribution
Cette espèce est endémique des États-Unis. Cette espèce se rencontre en Californie, en Arizona, au Nevada et en Utah,.

## Description
Le mâle décrit par Vetter en 2001 mesure 4,6 mm et la femelle 6,0 mm, les mâles mesurent de 3,2 à 6,81 mm et les femelles de 4,0 à 8,1 mm.

## Étymologie
Cette espèce est nommée en l'honneur de W. M. Pearce.

## Publication originale
- Gertsch, 1941 : New American spiders of the family Clubionidae. I. American Museum novitates, no 1147, p. 1-20 (texte intégral).